# Martín Martínez Pascual
Martín Martínez Pascual (Valdealgorfa, Teruel, 11 de noviembre de 1910 - Valdealgorfa, 18 de agosto de 1936) fue un sacerdote católico español, asesinado por milicianos republicanos poco después del inicio de la Guerra Civil. Fue beatificado el 1 de octubre de 1995, y su celebración es el 18 de agosto.

## Biografía
Hijo de Martín Martínez Callao y Francisca Pascual Amposta. Ingresó en el Seminario de Belchite y pasó al Seminario mayor de Zaragoza. Ingresó en la Hermandad de Sacerdotes Operarios Diocesanos del Sagrado Corazón de Jesús en 1934, y fue ordenado sacerdote el 15 de junio de 1935. Fue prefecto en el Colegio de San José de Murcia y profesor del Seminario Mayor de San Fulgencio.
Enviado al Colegio de San José, al llegar el verano de 1936 se trasladó a su casa para pasar las vacaciones y al desatarse la persecución contra el clero católico, vivió en la casa de unos amigos y en una cueva. Al conocer que su padre había sido arrestado, se presentó ante el Comité el 18 de agosto de 1936. Fue detenido, lo llevaron a pie hasta la plaza del pueblo junto a cinco sacerdotes y nueve seglares a un camión camino del cementerio. Durante el camino en Valdealgorfa los ejecutaron a todos de espaldas, excepto a Martín, que pidió morir de frente.
Antes de ser ejecutado, le preguntaron si deseaban alguna cosa. Martín respondió: «Yo no quiero sino daros mi bendición para que Dios no os tome en cuenta la locura que vais a cometer».
No es cierto que el fotógrafo alemán Hans Gutmann, más conocido como Juan Guzmán, tomara su fotografía. Esta fue hecha en Siétamo o sus alrededores, muy lejos del lugar donde fue ejecutado Martínez Pascual. El historiador Santiago Mata conjeturó que el sacerdote fotografiado podría ser Julio Bescós, asesinado el 24 de agosto de 1936 en Antillón (Huesca). Sin embargo, a partir de la publicación del libro fotográfico Live Souls con imágenes de ciudadanos y voluntarios de la guerra civil española tomadas por el voluntario inglés Alec Wainman, es muy probable que la foto, considerada como la de un mártir católico, sea la de un miliciano comunista que combatió junto a miembros del Partido Socialista Unificado de Cataluña (PSUC) y del Batallón Thälmann.